# (à suivre)
(à suivre) auch (A SUIVRE) (dt.: Fortsetzung folgt) war ein frankobelgisches Comicmagazin, welches monatlich beim belgischen Verlag Casterman erschien. Es startete 1978 und wurde 1997 nach 239 Ausgaben eingestellt.
(à suivre) veröffentlichte eine Vielzahl bekannter Comicserien, die später auch in Alben nachgedruckt wurden. Zusammen mit den Magazinen Spirou, Tintin, Pilote und Métal hurlant war (à suivre) prägend für die frankobelgische Comickultur seiner Zeit.

## Bekannte Serien (Auswahl)
- Corto Maltese von Hugo Pratt
- Adeles ungewöhnliche Abenteuer von Jacques Tardi
- Die geheimnisvollen Städte von François Schuiten und Benoît Peeters
- Reisende im Wind von François Bourgeon
- Ein Fall für Inspektor Canardo von Benoît Sokal
- Giuseppe Bergmann von Milo Manara

## Bekannte Comiczeichner und Autoren (Auswahl)
- Guido Crepax, Régis Franc, Vittorio Giardino, Caza, Milo Manara, Jean Giraud, Rodolphe, François Boucq, Didier Comès, Philippe Druillet, Miguelanxo Prado, Claire Bretécher, Jean-Claude Mézières